# Pedro Damiano
Pedro Damiano, portugalski šahist, * 1480, † 1544.
Damiano je leta 1512 izdal prvo knjigo o šahu Questo libro e da imparare giocare a scachi et de li partiti.